# ハーゲルスラッハ

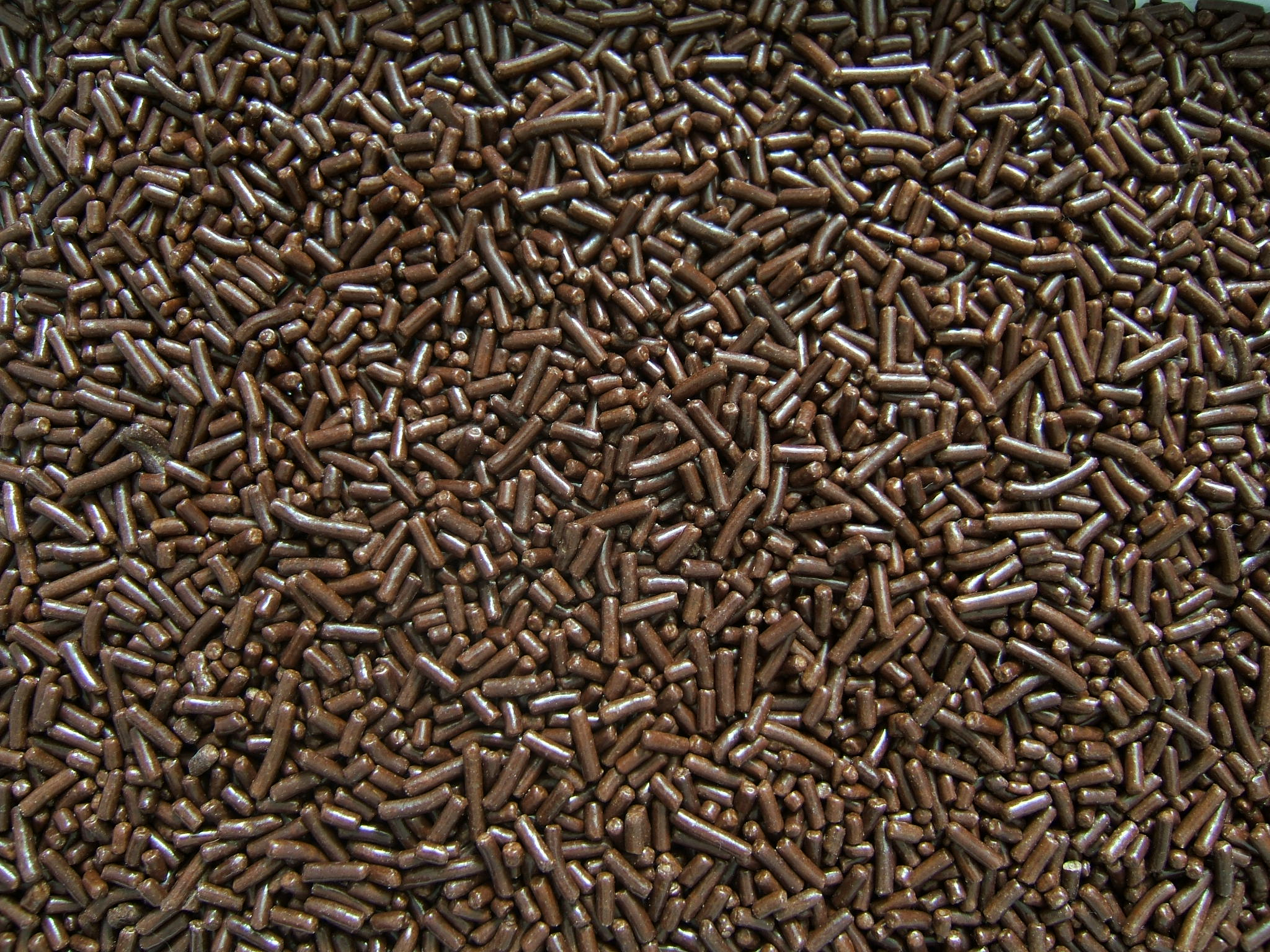
ハーゲルスラッハ

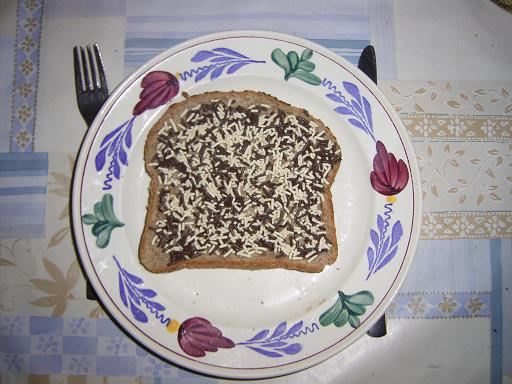
パンにバターを塗ってハーゲルスラッハを振りかける。

ハーゲルスラッハ（オランダ語: hagelslag）は主にオランダで食されているチョコレート・スプリンクルの一種。

## 概要
オランダでは、通常の食事としてパンにバターを塗り、ハーゲルスラッハを振りかけて食する。マウシェスのように祝い事の際に食べる物でもなく、特に珍しい食べ方でもなく、ごく普通の日常食である。バターだけではなく、ピーナツバター、バターとジャムや、バターとチーズにハーゲルスラッハを振りかけて食することも好みで行われている。
ハーゲルスラッハの定番はチョコレートであるが、ダークチョコレート、ミルクチョコレート、ホワイトチョコ、カラフルに着色されたもの、ミックス、アニスフレーバー、フルーツ、バニラといった多彩なフレーバーが多数のメーカーから販売されている。
オランダでは、スーパーマーケットでは必ず販売されているアイテムであり、世代を問わずに人気は高いが、特に子どもの朝食として、子どもの学校のランチ用に持参することが多い。
ベルギーでも同様に食されることもあるが、ドイツではこのような食し方はめったに見られない。東南アジアやオーストラリアでは、オランダ同様にして食されている。

## 名称について
「ハーゲルスラッハ」という名称はある会社が商標登録をしているのだが、他の会社からもハーゲルスラッハという商品名で販売されているため、普通名詞として定着している。
「ハーゲル」は「霰」や「雹」の意で、「スラッハ」は「降る」や「散布する」という意であり、日本語に直訳すると「霰（雹）が舞い散る」、「雹（霰）の嵐」といった意味合いとなる。
「チョコレートの粒をパンに振りかける様子」が、「霰（雹）が舞い散る」ように見えることから名づけられた商品名なのだが、「ハーゲルスラッハ」と聞くと元の意味である天候の状態ではなく、本項のチョコレート食品を思い浮かべるオランダ人も多い。